# Couscousière

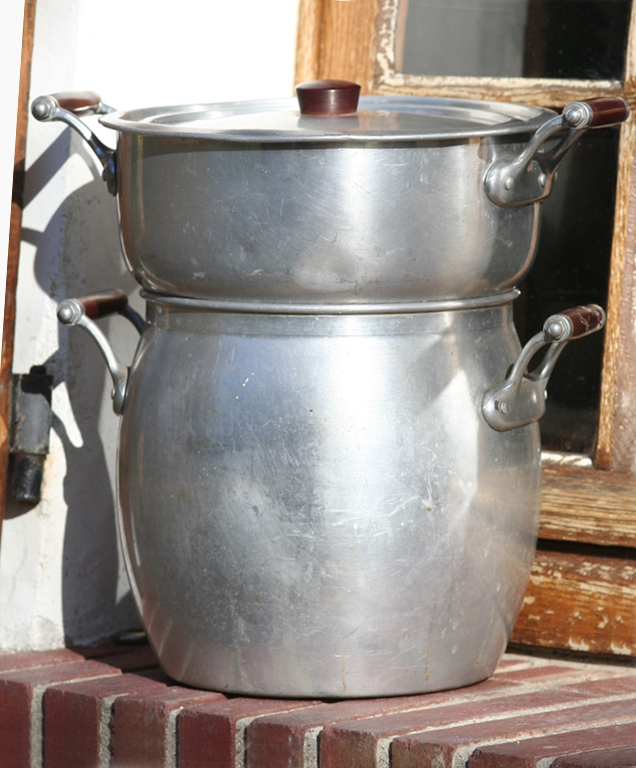
Couscousière aus Aluminium

Eine Couscousière (arabisch الكسكاس, DMG al-kaskās; berberisch taseksut; auch Couscoussier) ist ein Küchengerät. Es wird in erster Linie zur Zubereitung von Couscous verwendet.
Eine Couscousière besteht aus zwei Töpfen: Einem kleineren Topf mit perforiertem Boden, der dicht schließend auf einem größeren Topf sitzt. In den oberen Topf wird Couscous hineingegeben; er wird mit einem Deckel verschlossen. In den unteren Topf wird Wasser oder ein Eintopf gegeben. Während die Flüssigkeit kocht, entsteht Dampf, der zu den Couscouskörnern aufsteigt. Dadurch wird der Couscous gegart und nimmt gleichzeitig das Aroma der Speise darunter an.
Couscousièren werden traditionell aus Keramik hergestellt, aber auch aus Metall (Stahl, Aluminium oder Kupfer).